# Focke-Wulf GL 18
Il Focke-Wulf GL 18 fu un aereo da trasporto passeggeri di linea bimotore monoplano ad ala alta sviluppato dall'azienda tedesca Focke-Wulf-Flugzeugbau AG negli anni venti.
Sviluppo del precedente Focke-Wulf A 16 a motore singolo, venne utilizzato dalle compagnie aeree nazionali Junkers Luftverkehr e Deutsche LuftHansa (DLH) su rotte a breve raggio e come aereo da addestramento nella Deutsche Verkehrsfliegerschule (DVS).

## Storia del progetto
Con il termine della prima guerra mondiale e la ratifica del Trattato di Versailles da parte delle nazioni che vi avevano partecipato, l'aviazione dell'oramai smembrato Impero tedesco era stata drasticamente ridotta ed i voli, dopo che inizialmente vennero vietati, ripresero solo dopo qualche tempo limitatamente ai servizi di trasporto civile. La timida rinascita del mercato dell'aviazione nella neofondata Repubblica di Weimar indusse alcune aziende a sviluppare nuovi modelli espressamente progettati per sostituire i pochi velivoli residuati bellici convertiti a tale scopo cercando così di sopravvivere alla crisi economica del settore.
Tra queste vi fu la Focke-Wulf con sede e stabilimenti a Brema, fondata su iniziativa di Henrich Focke, Georg Wulf e Werner Naumann, che dal 1924 avevano iniziato a sviluppare velivoli da proporre sul mercato nazionale e che ebbe nel Focke-Wulf A 16 il primo modello impiegato con successo nel trasporto aereo di passeggeri e merci sul territorio tedesco.
Nel frattempo a Staaken, nei dintorni di Berlino, veniva fondata la Deutsche Verkehrsfliegerschule (DVS), una organizzazione paramilitare clandestina che operava nelle scuole di volo civili e che, con lo scopo di formare i nuovi piloti da poter indirizzare alla futura aeronautica militare dopo la sua ricostituzione, necessitava di modelli da addestramento mono e plurimotore.
In quest'ambito l'azienda elaborò un progetto derivato dall'A 16 che potesse rispondere alle esigenze del trasporto civile ma anche a quelle della dirigenza della DVS, il quale pur riproponendo la stessa collocazione di mercato risultò sostanzialmente diverso nell'aspetto e nella motorizzazione, passati da uno a due.
Il nuovo modello, indicato come GL 18, era caratterizzato da una fusoliera simile a quella del precedente A 16, sviluppata in altezza con i posti a sedere riservati ai passeggeri posizionati in tandem e collocati in uno scompartimento chiuso, ma nel GL 18 si decise di aumentare il comfort del pilota creando una cabina di pilotaggio chiusa in luogo dell'abitacolo aperto del modello da cui derivava. Lo spostamento e sdoppiamento della propulsione, con i due motori collocati ora sul bordo d'entrata dell'unica ala a profilo spesso, lasciavano il naso del velivolo libero con indubbi vantaggi di visibilità anteriore. Anche l'impennaggio, pur conservando l'impostazione convenzionale monoderiva, venne ridisegnato, abbandonando la forma squadrata ed allungata dell'elemento verticale con una tondeggiante, mantenendo invece i piani orizzontali dalla pianta triangolare. Invariato anche il semplice carrello d'atterraggio, fisso e costituito da due ruote libere collocate vicino ai lati della fusoliera all'apice di un dispositivo ammortizzato più pattino d'appoggio collocato sotto la coda.
Il primo velivolo, WerkNr. 28, venne completato presso gli stabilimenti aziendali di Brema, equipaggiato con una coppia di motori Junkers L1a, dei 6 cilindri in linea raffreddati ad aria in grado di esprimere una potenza pari a 85 PS (63 kW), e portato in volo per la prima volta il 9 agosto 1926. Dopo averne ottenuto l'immatricolazione con marche civili D-967 e battezzato "Helgoland", venne inviato alla compagnia aerea Junkers Luftverkehr AG, controllata Junkers, dove rimase per breve tempo e girata alla Deutsche LuftHansa (DLH) prima del termine dell'anno. Seguirono un secondo esemplare, identificato come GL 18a (WerkNr. 30) e immatricolato D-1066, equipaggiato con una coppia di motori radiali Siemens-Halske Sh 11 a 7 cilindri da 100 PS (73,5 kW) e il terzo ed ultimo, identificato come GL 18c (WerkNr. 31) e immatricolato D-1097, con una coppia di Siemens-Halske Sh 12, sempre radiali ma a 9 cilindri, identificabili visivamente per la cappottatura integrale, parziale o assente dei propulsori, e tutti accoppiati a eliche bipala.

## Impiego operativo
Il GL 18 D-967 "Helgoland" operò con la compagnia aerea DLH dal 1926 al 1929, quindi preso in carico dall'Reichsluftfahrtministerium (RLM), il ministero che nel periodo hitleriano sovraintendeva all'intera aviazione tedesca, fino al 1932, anno della sua demolizione.
Il GL 18a D-1066 operò esclusivamente come aereo da addestramento ai plurimotori nella Deutsche Verkehrsfliegerschule (DVS).
Il GL 18c D-1097, realizzato nel 1928, operò anch'esso come addestratore ai plurimotori nella DVS fino al marzo 1932 quando viene dichiarato dismesso.

## Versioni
Dati estratti da The Illustrated Encyclopedia of Aircraft
GL 18
variante bimotore del Focke-Wulf A 16 equipaggiata con due motori Junkers L1a da 85 PS (63 kW), realizzata in un esemplare.
GL 18b
come il GL 18 ma equipaggiato con un motore radiale Siemens-Halske Sh 11 a 7 cilindri da 100 PS (73,5 kW), un esemplare costruito.
GL 18c
come il GL 18 ma equipaggiato con un motore radiale Siemens-Halske Sh 12 a 9 cilindri, un esemplare costruito.

## Utilizzatori
Germania
- Deutsche Verkehrsfliegerschule (DVS)
- Deutsche LuftHansa (DLH)
- Junkers Luftverkehr